# Gilbert Bozon
Gilbert Bozon   (Troyes, 19 de març de 1935 - Tours, 21 de juliol de 2007) fou un nedador francès, especialista en esquena, que va competir durant la dècada de 1950. La seva filla, Alicia Bozon, també fou una destacada nedadora.
El 1952 va prendre part en els Jocs Olímpics d'Estiu de Hèlsinki, on va guanyar la medalla de plata, rere l'estatunidenc Yoshinobu Oyakawa, en els 100 metres esquena del programa de natació. Quatre anys més tard, als Jocs de Melbourne, quedà eliminat en semifinals en la mateixa prova.
En el seu palmarès també destaquen una medalla d'or i una de plata al Campionat d'Europa de natació de 1954 i dues d'or als Jocs del Mediterrani de 1951 i 1955. Durant la seva carrera va millorar dues vegades el rècord del món dels 100 metres esquena i una el dels 200 esquena. Un cop retirat va exercir d'entrenador.